# Municipio de Blooming Grove (Ohio)
El municipio de Blooming Grove (en inglés: Blooming Grove Township) (también llamado Bloominggrove Township) es un municipio ubicado en el condado de Richland en el estado estadounidense de Ohio. En el año 2010 tenía una población de 1204 habitantes y una densidad poblacional de 18,35 personas por km².

## Geografía
El municipio de Bloominggrove se encuentra ubicado en las coordenadas 40°56′59″N 82°31′45″O / 40.94972, -82.52917. Según la Oficina del Censo de los Estados Unidos, el municipio tiene una superficie total de 65.63 km², de la cual 65.41 km² corresponden a tierra firme y (0.33%) 0.22 km² es agua.

## Demografía
Según el censo de 2010, había 1204 personas residiendo en el municipio de Bloominggrove. La densidad de población era de 18,35 hab./km². De los 1204 habitantes, el municipio de Bloominggrove estaba compuesto por el 97.59% blancos, el 0.58% eran afroamericanos, el 0.08% eran amerindios, el 0.25% eran asiáticos, el 0.08% eran isleños del Pacífico, el 0.08% eran de otras razas y el 1.33% pertenecían a dos o más razas. Del total de la población el 0.58% eran hispanos o latinos de cualquier raza.